# Petrove (oblast de Kirovohrad)
Petrove (en ukrainien : Петрове) ou Petrovo (en russe : Петрово) est une commune urbaine de l'oblast de Kirovohrad, en Ukraine, et le centre administratif du raïon de Petrove. Sa population s'élevait à 7 031 habitants en 2021.

## Géographie
Petrove est arrosée par l'Inhoulets. Elle est située à 74 km à l'est de Kropyvnytskyï, la capitale administrative de l'oblast, et à 125 km à l'ouest de Dnipro.

## Histoire
Le village de Petrove accéda au statut de commune urbaine en 1963.

## Population
Recensements (*) ou estimations de la population :
| 1959* | 1970* | 1979* | 1989* | 2001* |
| ----- | ----- | ----- | ----- | ----- |
| 4 469 | 5 639 | 6 502 | 9 844 | 8 571 |

| 2009  | 2010  | 2011  | 2012  | 2013  |
| ----- | ----- | ----- | ----- | ----- |
| 7 713 | 7 681 | 7 593 | 7 572 | 7 530 |

| 2021  | - | - | - | - |
| ----- | - | - | - | - |
| 7 031 | - | - | - | - |